# بوریس کولکر
بوریس کولکِر (بوریس گریگوریویچ کولکر Борис Григорьевич Колкер) (در ۱۵هم ژوئیه ۱۹۳۹ در شهر تیراسپول در جمهوری مولداوی از جماهیر متحد شوروی به دنیا آمد.) وی آموزگار زبانهای گوناگون، مترجم، میان- زبانشناس و مولف سه کتاب معروف آموزش اسپرانتو است. روس و اهل اتحاد جماهیر شوروی، از سال ۱۹۹۳ تا به امروز ساکن کلیولند در ایالت اوهایو است.
بوریس کولکر زبان بین‌المللی اسپرانتو را در سال ۱۹۵۷ آموخت. دکتر در رشته زبانشناسی، موضوع تز دکتری اش در رابطه با اسپرانتوشناسی بود. وی که نویسنده سه کتاب آموزشی اسپرانتو، مقالات و نقدهای میان- زبانشناسی فراوانی است، به مدد شهرت زیاد کتابی از وی به نام "سفر در سرزمین اسپرانتو"، که به‌طور هم‌زمان هم دورهٔ تکمیلی آموزش اسپرانتو و هم راهنمای فرهنگ اسپرانتو است، و مورد اقبال همگان قرار گرفته، به عنوان راهنمای توریست در سرزمین اسپرانتو شناخته می‌شود. ناگفته نماند که در ایران هم از این کتاب آموزشی در دوره‌های پیشرفته استفاده می‌شود.
کولکر عضو آکادمی اسپرانتو، عضو افتخاری سازمان جهانی اسپرانتو، همکار سردبیر ماهنامه "موناتو" (ماه) است و طی دو دهه دوره‌های مکاتبه‌ای فراوانی را در روسیه به پیش برده، دوره‌هایی که در آن‌ها حدود ۹۰۰ نفر موفق به اخذ دیپلم شده‌اند. وی اسپرانتو را در دانشگاه‌های سانفرانسیسکو و هارتفورد تدریس کرده‌است و اکنون راهنمای دوره مکاتبه‌ای تکمیلی اسپرانتو در اینترنت است. او در دوره‌های مختلف، یکی از بنیانگذاران، و راهنمایان سازمان‌های کشوری اسپرانتو در شوروی و روسیه بوده‌است.
بوریس کولکر به کرات در کنگره‌های جهانی اسپرانتو (از ۴۸- مین کنگره جهانی در صوفیه، در سال ۱۹۶۳ تا ۹۲- مین کنگره جهانی در یوکوهاما در سال ۲۰۰۷) سخنرانی کرده‌است.

## تز دکتری
کمک زبان روسی به شکل‌گیری و تحول اسپرانتو (Вклад русского языка в формирование и развитие эсперанто)
https://archive.today/20120710093304/miresperanto.narod.ru/konsultoj/kontribuo-1.htm
آکادمی نااوک، مسکو اتحاد جماهیر شوروی، مؤسسه یازیکوزنانییا 1985 – 23 صفحه – گزارش تز دکتری در باره زبانشناسی، به زبان روسی

## کتاب‌های آموزشی
- سفر به سرزمین اسپرانتو Vojaĝo en Esperanto-lando دوره آموزشی تکمیلی و کتاب راهنمای فرهنگ اسپرانتو

https://web.archive.org/web/20070318013609/http://en.lernu.net/kursoj/kolker/index.php
- زبان بین‌المللی اسپرانتو. کتاب آموزشی جامع (به زبان روسی) Международный язык эсперанто. Полный учебник

https://web.archive.org/web/20120618225059/http://e-novosti.info/forumo/viewtopic.php
- اسپرانتو در 16 روز. دوره آموزشی سریع Эсперанто за 16 дней. Экспресс-курс

https://web.archive.org/web/20090220180647/http://www.esperanto.mv.ru/Esp16/index.html